# Zuffenhausen
Zuffenhausen est un Stadtbezirk (subdivision) dans la banlieue nord de Stuttgart, dans le Bade-Wurtemberg, en Allemagne. Il se compose principalement de la ville anciennement indépendante de Zuffenhausen. Ce Stadtbezirk a une superficie de 1 200 hectares et comptait 35 568 habitants en 2009.

## Économie
Le siège social de l'entreprise Porsche se trouve à Zuffenhausen.

## Jumelage
Zuffenhausen est jumelé avec la commune de La Ferté-sous-Jouarre en France.

## Personnalités
- Maria Wiedmaier (1896-1977), communiste, résistante contre le nazisme est née à Zuffenhausen